# Bisdom Kindu

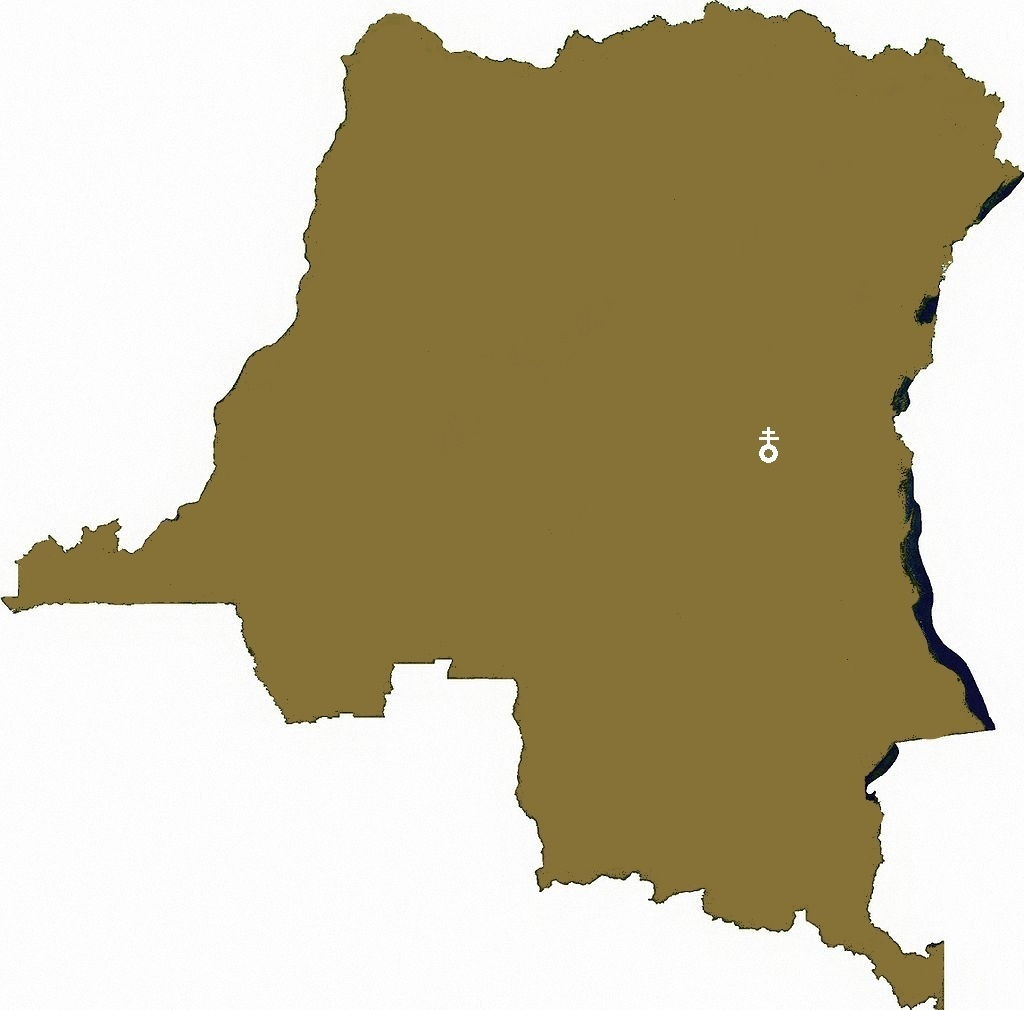
Kindu

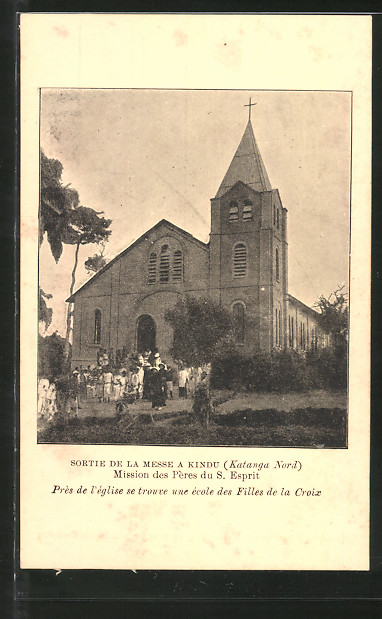
Kerk van de missie van de paters Spiritijnen in Kindu

Het bisdom Kindu (Latijn: Dioecesis Kinduensis) is een rooms-katholiek bisdom in Congo-Kinshasa met als zetel Kindu (Heilige Geestkathedraal). Het is een suffragaan bisdom van het aartsbisdom Bukavu en werd opgericht in 1959. 
Het bisdom werd opgericht in 1956 als apostolisch vicariaat en in 1959 werd het verheven tot bisdom. De eerste bisschop was Jean Fryns, CSSp. 
In 2016 telde het bisdom 14 parochies. Het bisdom heeft een oppervlakte van 82.883 km2 en telde in 2016 1.000.000 inwoners waarvan 35% rooms-katholiek was. 

## Bisschoppen
- Jean Fryns, CSSp (1959-1965)
- Albert Onyembo Lomandjo CSSp (1966-1978)
- Paul Mambe Mukanga (1979-2004)
- Willy Ngumbi Ngengele, M. Afr. (2007-2019)
- François Abeli Muhoya Mutchapa (2020-heden)